# Poliziottesco
 Pour plus de détails, voir le corps de l'article.
Le poliziottesco,, [polittsjotˈtesko] (au pluriel poliziotteschi [polittsjotˈteski]) ou le poliziesco all'italiana [politˈtsjesko allitaˈljana], parfois traduit « néo-polar italien », « polar-spaghetti » ou « polar bis italien », est un genre cinématographique italien en vogue dans les années de plomb, c'est-à-dire entre la fin des années 1960 et le début des années 1980. Sa thématique repose sur des enquêtes policières concernant la plupart du temps des faits divers de l’époque, celles-ci étant traitées sur un mode emphatique, démagogique ou comique.
La différence stylistique entre le poliziottesco et le film noir réside dans la prédominance de l’action et de la violence, toutes deux plutôt exacerbées et explicites. En outre, le titre évoque plutôt des films où l’on parle de policiers et de leur goût pour la vengeance, plutôt que de films avec une fin rassurante où la loi a le dernier mot. Le poliziottesco est donc un sous-genre fait d’un mélange de genres dit « adulte » : le film noir et le film d'horreur, souvent avec une touche non négligeable de gore (genre à son apogée en Italie à la fin des années 1960, illustré par des gialli comme ceux de Mario Bava) et le western spaghetti revisité dont les metteurs en scène et les acteurs sont les transfuges. Le milieu urbain est le décor principal, commun à tous ces films, et renvoie à une Italie où tout peut arriver.
D’un autre côté, le poliziottesco doit beaucoup à la peinture de la société italienne portée à l’écran par des auteurs comme Damiano Damiani  et Elio Petri. Au cours de son développement, le courant du néo-polar s’est mêlé à d’autres genres populaires. En particulier, très vite sont apparues les autoparodies, en créant ainsi un courant comico-grotesque.

## Terminologie
En italien, poliziesco est l'adjectif grammaticalement correct (composé de polizia « police » et du suffixe -esco « -esque ») pour désigner toutes fictions de genre policier. Mais l'expression qui s'est imposée dans le langage courant pour désigner spécifiquement ce cinéma policier italien des années de plomb est une juxtaposition de poliziotto (« policier ») et du suffixe -esco.

## Origine
La genèse du poliziottesco est liée principalement à un des genres le plus fécond du monde cinématographique, le policier. Tout commence, probablement, par un petit film de Carlo Lizzani en 1968, Bandits à Milan (Banditi a Milano), avec Tomás Milián dans le rôle d’un commissaire violent et intransigeant. Mais le genre perce vraiment avec Société anonyme anti-crime (La polizia ringrazia) de Steno et est codifié définitivement avec Le Témoin à abattre (La polizia incrimina, la legge assolve), d'Enzo G. Castellari. Le genre atteint sa plénitude avec le personnage du commissaire Betti, interprété par Maurizio Merli. Une autre figure emblématique est Poubelle (Er Monnezza) interprété par Tomás Milián, qui est selon les films soit un personnage de délinquant (avec un bon fond) soit un commissaire balourd.
Des événements historiques, comme l'attentat de la piazza Fontana, la mort de Giuseppe Pinelli ou le massacre du Circeo, auront un grand impact sur les poliziotteschi.

## Caractéristiques
La plupart de ces films sont empreints politiquement d’une bonne dose de je-m’en-foutisme même si, çà et là, des idées de la gauche et de la droite sont présentes. Les protagonistes sont presque toujours des anti-héros, des inadaptés et même des racistes mais avec une part de générosité sincère et un indéniable dévotion pour la force. Policiers anarchisants, avec plus le sens de l’honneur que de la loi, souvent sur le même plan que les délinquants (et les terroristes) qui ensanglantaient les routes d’Italie dans les Années de plomb. Comme de vrais moralistes, ils font une distinction entre celui qui vole pour vivre et celui qui fait du tort aux autres, et ils arrivent à tolérer les premiers. Le poliziottesco parlait de ces temps sombres que vivait l’Italie à cette époque et ses thèmes sont encore d’actualité aujourd’hui. Les metteurs en scène qui se sont distingués dans ce genre sont principalement Fernando Di Leo, Enzo G. Castellari, Umberto Lenzi et Stelvio Massi.

## Poliziottesco comique
À partir de ces films naquit un courant du cinéma comique appelé de manière générale trash ou cinéma-poubelle, duquel se détachent deux personnages liés à deux séries distinctes : le délinquant au grand cœur, Sergio Marazzi (« Monsieur La Poubelle »), et le commissaire haut en couleur, Nicola Giraldi (Nico Monsieur Le Pirate). Ces personnages, interprétés par Tomás Milián, possèdent une forte charge romanesque. On trouvera dans ce courant comique une veine napolitaine avec le commissaire Rizzo (« Le Cogneur »), interprété par Bud Spencer, à la limite du mélodrame napolitain et du cinéma d’action. Il existe aussi un courant mettant en avant le personnage de la policière sexy à commencer par La poliziotta avec Mariangela Melato. Le succès du film a donné lieu à trois suites avec Edwige Fenech, intégrées dans le courant de la comédie érotique italienne).

## Critique
La critique italienne de l’époque n’a jamais aimé le néo-polar. Accusé de fascisme, de je-m’en-foutisme, de justicialisme, ces films étaient éreintés en quelques lignes et accusés de proposer toujours la même histoire. C’est seulement depuis quelques années, grâce à des revues spécialisées dans le genre comme Nocturno et Cine 70, que le genre a été réévalué et également grâce au metteur en scène Quentin Tarantino qui a déclaré à plusieurs reprises l’estime qu’il portait à ces films et à leurs metteurs en scène.

## Personnalités
| - Mario Adorf - Helmut Berger - Marcel Bozzuffi - Pier Paolo Capponi - Claudio Cassinelli - Joe Dallesandro - Alain Delon - Franco Gasparri - Giuliano Gemma - Richard Harrison - George Hilton - Ray Lovelock - Leonard Mann - Luc Merenda - Maurizio Merli - Tomas Milian - Franco Nero - Marc Porel - Ivan Rassimov - Antonio Sabàto - Enrico Maria Salerno - John Saxon - Henry Silva - Fabio Testi | - Janet Agren - Agostina Belli - Laura Belli - Femi Benussi - Delia Boccardo - Florinda Bolkan - Barbara Bouchet - Martine Brochard - Silvia Dionisio - Ely Galleani - Mariangela Giordano - Olga Karlatos - Dagmar Lassander - Malisa Longo - Marisa Mell - Marcella Michelangeli - Silvia Monti - Maria Rosaria Omaggio - Luciana Paluzzi - Lia Tanzi | - Enzo G. Castellari - Umberto Lenzi - Marino Girolami - Roberto Infascelli - Stelvio Massi - Romolo Guerrieri - Fernando Di Leo - Alfonso Brescia - Mario Caiano - Bruno Corbucci - Sergio Corbucci - Massimo Dallamano - Damiano Damiani - Alberto De Martino - Luciano Ercoli - Mino Guerrini - Carlo Lizzani - Michele Lupo - Sergio Martino - Vittorio Salerno - Sergio Sollima - Duccio Tessari | - Ottaviano Dell'Acqua (it) - Roberto Dell'Acqua - Nello Pazzafini - Giovanni Cianfriglia - Romano Puppo - Massimo Vanni (it) - Rocco Lerro - Omero Capanna (it) |

## Filmographie partielle

### Années 1960: les précurseurs
- 1959 : Meurtre à l'italienne (Un maledetto imbroglio) de Pietro Germi - avec Pietro Germi, Claudio Gora, Eleonora Rossi Drago, Claudia Cardinale
- 1961 : Opération dans l'ombre (it) (Armi contro la legge) de Ricardo Blasco - avec Mara Berni, Maria Luisa Merlo, Moira Orfei, Renato Baldini
- 1961 : Chasse à la drogue (Caccia all'uomo) de Riccardo Freda - avec Eleonora Rossi Drago, Yvonne Furneaux, Umberto Orsini, Andrea Checchi
- 1965 : I criminali della metropoli (it) de Gino Mangini - avec Dorian Gray, Marco Vassini, Tony Kendall
- 1966 : Lutring... réveille-toi et meurs (Svegliati e uccidi) de Carlo Lizzani - avec Robert Hoffmann, Lisa Gastoni, Gian Maria Volonté, Pupo De Luca
- 1967 : Le Gros Coup du caméléon (Colpo doppio del camaleonte d'oro) de Giorgio Stegani - avec Mark Damon, Magda Konopka, Luisa Baratto, Luciano Pigozzi
- 1967 : Au son du fusil (A suon di lupara) de Luigi Petrini - avec Lang Jeffries, Annabella Incontrera, Femi Benussi
- 1967 : Homicide sur rendez-vous (Omicidio per appuntamento) de Mino Guerrini - avec Giorgio Ardisson, Ella Karin, Günther Stoll, Hans von Borsody
- 1967 : Requiem pour une canaille (Qualcuno ha tradito) de Franco Prosperi - avec Robert Webber, Elsa Martinelli, Jean Servais, Marina Berti
- 1967 : Ray Master l'inafferrabile (it) de Vittorio Sala - avec Felix Marten, Liana Orfei, Gastone Moschin, Alan Collins
- 1968 : Bandits à Milan (Banditi a Milano) de Carlo Lizzani - avec Gian Maria Volonté, Don Backy, Tomás Milián, Ray Lovelock
- 1968 : La Loi des gangsters (La legge dei gangsters) de Siro Marcellini - avec Klaus Kinski, Franco Citti, Hélène Chanel, Maurice Poli, Nello Pazzafini
- 1968 : Gangsters '70 de Mino Guerrini - avec Joseph Cotten, Giulio Brogi, Giampiero Albertini, Franca Polesello
- 1968 : Le Bâtard (I bastardi) de Duccio Tessari - avec Rita Hayworth, Giuliano Gemma, Klaus Kinski
- 1968 : Le Séquestré (Sequestro di persona) de Gianfranco Mingozzi - avec Franco Nero, Charlotte Rampling
- 1968 : L'Enfer avant la mort (Comandamenti per un gangster) d'Alfio Caltabiano - avec Ljuba Tadić, Alfio Caltabiano, Dante Maggio
- 1968 : Échec à la mafia (Scacco alla mafia) de Warren Kiefer - avec Pier Paolo Capponi, Maria Pia Conte, Micaela Pignatelli, Victor Spinetti
- 1968 : Tout sur le rouge (Tutto sul rosso) d'Aldo Florio - avec Brett Halsey, Barbara Zimmermann, Piero Lulli, José Greci, Franco Ressel, Gianni Solaro, Vladimiro Bacci, Ivan Scratuglia, Antonio Nalis
- 1969 : Un corps chaud pour l'enfer (Un corpo caldo per l'inferno) de Franco Montemurro - avec Aldo Bufi Landi, Jean Valmont, Krista Nell, George Patton, Tor Altmayer
- 1969 : Barbagia (it) de Carlo Lizzani - avec Terence Hill, Don Backy, Frank Wolff, Rossana Krisman

### 1970-1975
- 1970 : Bouches cousues (Bocche cucite) de Pino Tosini - avec Lou Castel, Carla Romanelli, Ron Carey, Jean Valmont
- 1970 : La mort remonte à hier soir (La morte risale a ieri sera) de Duccio Tessari - avec Raf Vallone, Frank Wolff, Gigi Rizzi, Beryl Cunningham
- 1970 : Et vint le jour des citrons noirs (...e venne il giorno dei limoni neri) de Camillo Bazzoni - avec Antonio Sabàto, Florinda Bolkan, Peter Carsten
- 1970 : Exécutions (Un detective) de Romolo Guerrieri - avec Franco Nero, Florinda Bolkan, Adolfo Celi, Delia Boccardo, Renzo Palmer
- 1970 : Cran d'arrêt (Il caso Venere privata) d'Yves Boisset - avec Bruno Cremer, Renaud Verley, Marianne Comtell
- 1971 : L'Ordre et la Violence (L'amico del padrino) de Frank Agrama avec Richard Harrison, Erika Blanc, Ian Flynn, Krista Nell
- 1971 : Le Week-end des assassins (Concerto per pistola solista) de Michele Lupo - avec Anna Moffo, Eveline Stewart, Gastone Moschin, Giacomo Rossi Stuart
- 1971 : Confession d'un commissaire de police au procureur de la république (Confessione di un commissario di polizia al procuratore della repubblica) de Damiano Damiani - avec Franco Nero, Martin Balsam, Marilù Tolo, Claudio Gora
- 1971 : L'uomo dagli occhi di ghiaccio d'Alberto De Martino - avec Antonio Sabàto, Barbara Bouchet, Faith Domergue, Victor Buono
- 1972 : Jack el destripador de Londres de José Luis Madrid - avec Paul Naschy, Patricia Loran, Renzo Marignano, Orchidea De Santis
- 1972 : Abus de pouvoir (Abuso di potere) de Camillo Bazzoni - avec Frederick Stafford, Umberto Orsini, Claudio Gora, Franco Fabrizi
- 1972 : Le Nouveau Boss de la mafia (I familiari delle vittime non saranno avvertiti) d'Alberto De Martino - avec Antonio Sabàto, Telly Savalas, Paola Tedesco, Guido Lollobrigida
- 1972 : Milan calibre 9 (Milano calibro 9) de Fernando Di Leo - avec Gastone Moschin, Barbara Bouchet, Mario Adorf, Frank Wolff
- 1972 : Les Tueurs à gages (Camorra) de Pasquale Squitieri - avec Fabio Testi, Raymond Pellegrin, Enzo Cannavale, Ugo D'Alessio
- 1972 : Société anonyme anti-crime (La polizia ringrazia) de Steno - avec Enrico Maria Salerno, Mariangela Melato, Mario Adorf
- 1972 : L'Empire du crime (La mala ordina) de Fernando Di Leo - avec Mario Adorf, Henry Silva
- 1973 : Le Boss (Il boss) de Fernando Di Leo - avec Henry Silva, Richard Conte, Gianni Garko, Vittorio Caprioli
- 1973 : Gli amici degli amici hanno saputo de Fulvio Marcolin - avec Simonetta Stefanelli, Gino Milli, Pino Caruso, Pascale Petit
- 1973 : Rue de la violence (Milano trema: la polizia vuole giustizia) de Sergio Martino - avec Luc Merenda, Richard Conte, Silvano Tranquilli, Carlo Alighiero
- 1973 : Considérons l'affaire comme terminée (No il caso è felicemente risolto) de Vittorio Salerno - avec Riccardo Cucciolla, Enzo Cerusico, Enrico Maria Salerno
- 1973 : L'onorata famiglia: Uccidere è cosa nostra de Tonino Ricci - avec Raymond Pellegrin, Richard Conte, Edmund Purdom
- 1973 : Le Grand Kidnapping de Roberto Infascelli - avec Enrico Maria Salerno, Jean Sorel, Luciana Paluzzi, Lee J. Cobb
- 1973 : L'Emprise des sens (Anna, quel particolare piacere) de Giuliano Carnimeo - avec Richard Conte, Edwige Fenech, John Richardson, Laura Bonaparte
- 1973 : La Police au service du citoyen (La polizia è al servizio del cittadino?) de Romolo Guerrieri - avec Enrico Maria Salerno, Daniel Gellin
- 1973 : Le Témoin à abattre (La polizia incrimina, la legge assolve) d'Enzo G. Castellari - avec Franco Nero, Fernando Rey, Delia Boccardo, Silvano Tranquilli, James Whitemore
- 1973 : Baciamo le mani de Vittorio Schiraldi (it) - avec Arthur Kennedy, Agostina Belli, John Saxon, Pino Colizzi
- 1973 :  La Poursuite implacable (Revolver) de Sergio Sollima - avec Oliver Reed, Fabio Testi, Paola Pitagora, Agostina Belli, Frédéric de Pasquale
- 1973 : Piège pour un tueur (Si può essere più bastardi dell'ispettore Cliff?) de Massimo Dallamano - avec Ivan Rassimov, Stephanie Beacham, Patricia Hayes, Verna Harvey
- 1973 : La Guerre des gangs (Milano rovente) d'Umberto Lenzi - avec Antonio Sabato, Philippe Leroy, Antonio Casagrande, Carla Romanelli, Alessandro Sperli, Franco Fantasia, Tano Cimarosa, Marisa Mell, Piero Corbetta
- 1974 : Un citoyen se rebelle (Il cittadino si ribella) d'Enzo G. Castellari - avec Franco Nero, Giancarlo Prete, Barbara Bach, Renzo Palmer, Steffen Zacharias, Mickey Knox
- 1974 : La Rançon de la peur (Milano odia: la polizia non può sparare) d'Umberto Lenzi - avec Tomás Milián, Henry Silva, Ray Lovelock, Gino Santercole, Laura Belli
- 1974 : La Lame infernale (La polizia chiede aiuto) de Massimo Dallamano - avec Giovanna Ralli, Claudio Cassinelli, Mario Adorf, Franco Fabrizi
- 1974 : Fatevi vivi, la polizia non interverrà de Giovanni Fago - avec Henry Silva, Rada Rassimov, Philippe Leroy, Gabriele Ferzetti
- 1974 : Les Chiens enragés (Cani arrabbiati) de Mario Bava - avec Riccardo Cucciolla, Don Backy, Maurice Poli
- 1974 : Milano: il clan dei calabresi de Giorgio Stegani, avec Antonio Sabàto, Silvia Monti, Pier Paolo Capponi
- 1974 : Les Suspects (La polizia indaga: siamo tutti sospettati) de Michel Wyn - avec Mimsy Farmer, Michel Lonsdale, Bruno Cremer, Jacques Fabbri
- 1974 : Hold-up (Hold Up, instantánea de una rapina) de Germán Lorente - avec Frederick Stafford, Nathalie Delon, Marcel Bozzuffi, Enrico Maria Salerno
- 1974 : Brigade volante (Squadra volante) de Stelvio Massi - avec Tomás Milián, Gastone Moschin, Ray Lovelock, Mario Carotenuto
- 1974 : Un homme, une ville (Un uomo, una città) de Romolo Guerrieri - avec Enrico Maria Salerno, Luciano Salce, Tino Scotti
- 1974 : Les Durs (Uomini duri) de Duccio Tessari - avec Lino Ventura, Isaac Hayes, Fred Williamson, Vittorio Sanipoli, Paula Kelly, William Berger, Lorella De Luca, Luciano Salce
- 1975 : ...a tutte le auto della polizia... de Mario Caiano - avec Antonio Sabàto, Luciana Paluzzi, Gabriele Ferzetti, Enrico Maria Salerno
- 1975 : L'Accusé (La polizia accusa: il Servizio Segreto uccide) de Sergio Martino - avec Luc Merenda, Tomás Milián, Mel Ferrer, Delia Boccardo
- 1975 : Colère noire (La città sconvolta: caccia spietata ai rapitori) de Fernando Di Leo - avec Luc Merenda, James Mason, Irina Maleeva (it), Marino Masè
- 1975 : Un flic voit rouge (Mark il poliziotto) de Stelvio Massi - avec Franco Gasparri, Lee J. Cobb, Sara Sperati
- 1975 : Marc la gâchette (Mark il poliziotto spara per primo) de Stelvio Massi - avec Franco Gasparri, Lee J. Cobb, Ely Galleani, Nino Benvenuti, Massimo Girotti
- 1975 : Tireur d'élite (La polizia interviene: ordine di uccidere!) de Giuseppe Rosati - avec Leonard Mann, James Mason, Enrico Maria Salerno, Antonella Murgia, Janet Agren
- 1975 : Rome violente (Roma violenta) de Marino Girolami - avec Maurizio Merli, Richard Conte, Silvano Tranquilli, Ray Lovelock, John Steiner
- 1975 : Due Magnum 38 per una città di carogne (it) de Mario Pinzauti - avec Dino Strano, Richard Lloyd, Luigi Pistilli
- 1975 : Profession garde du corps (Vai gorilla) de Tonino Valerii - avec Fabio Testi, Renzo Palmer, Claudia Marsani, Al Lettieri
- 1975 : À en crever (Morte sospetta di una minorenne) de Sergio Martino - avec Jenny Tamburi, Claudio Cassinelli
- 1975 : Les Furieux (Fango bollente) de Vittorio Salerno - avec Enrico Maria Salerno, Carmen Scarpitta, Joe Dallesandro
- 1975 : La police a les mains liées (La polizia ha le mani legate) de Luciano Ercoli - avec Claudio Cassinelli, Franco Fabrizi, Arthur Kennedy
- 1975 : Le Parfum du diable (La città gioca d'azzardo) de Sergio Martino - avec Luc Merenda, Dayle Haddon, Corrado Pani, Enrico Maria Salerno

### 1976-1981
- 1976 : Deux Flics à abattre (Uomini si nasce poliziotti si muore) de Ruggero Deodato - avec Marc Porel, Ray Lovelock, Silvia Dionisio
- 1976 : Big Racket (Il grande racket) d'Enzo G. Castellari - avec Fabio Testi, Salvatore Borgese, Joshua Sinclair, Vincent Gardenia
- 1976 : Opération Jaguar (Italia a mano armata) de Marino Girolami - avec Maurizio Merli, Raymond Pellegrin, John Saxon, Mirella D'Angelo
- 1976 :  La Peur règne sur la ville (Paura in città) de Giuseppe Rosati - avec Maurizio Merli, James Mason, Raymond Pellegrin, Fausto Tozzi, Giovanni Elsner, Silvia Dionisio
- 1976 : Magnum 44 spécial (La legge violenta della squadra anticrimine) de Stelvio Massi - avec John Saxon, Lee J. Cobb, Renzo Palmer, Rosanna Fratello
- 1976 : Violence à Rome (I violenti di Roma bene) de Sergio Grieco - avec Antonio Sabàto, Gloria Piedimonte, Pierre Marfurt, Cesare Barro, Franca Gonella
- 1976 : I ragazzi della Roma violenta de Renato Savino - avec Gino Milli, Cristina Businari, Gino Barzacchi, Alicia Bruzzo
- 1976 : Agent très spécial 44 (Mark colpisce ancora) de Stelvio Massi - avec Franco Gasparri, John Saxon, Marcella Michelangeli
- 1976 : Commando terreur (Milano violenta) de Mario Caiano - avec Claudio Cassinelli, Silvia Dionisio, Elio Zamuto, Vittorio Mezzogiorno
- 1976 : Opération Casseurs (Napoli violenta) d'Umberto Lenzi - avec Maurizio Merli, John Saxon, Barry Sullivan, Elio Zamuto
- 1976 : MKS... 118 (Poliziotti violenti) de Michele Massimo Tarantini - avec Henry Silva, Antonio Sabàto, Silvia Dionisio, Ettore Manni
- 1976 : Section de choc (Quelli della calibro 38) de Massimo Dallamano - avec Marcel Bozzufi, Carole André, Ivan Rassimov, Riccardo Salvino
- 1976 : Brigade spéciale (Roma a mano armata) d'Umberto Lenzi - avec Maurizio Merli, Tomás Milián, Giampiero Albertini, Ivan Rassimov, Arthur Kennedy
- 1976 : L'Autre Côté de la violence (Roma: l'altra faccia della violenza) de Franco Martinelli - avec Marcel Bozzuffi, Enio Girolami, Jean Favre, Roberta Paladini
- 1976 : Assaut sur la ville (Napoli spara!) de Mario Caiano - avec Henry Silva, Leonard Mann, Jeff Blynn, Evelyne Stewart, Massimo Deda
- 1976 : La Mort en sursis (Il trucido e lo sbirro) d'Umberto Lenzi - avec Tomás Milián, Claudio Cassinelli, Nicoletta Machiavelli, Henry Silva, Robert Hundar
- 1976 : L'Homme sans pitié (Genova a mano armata) de Mario Lanfranchi - avec Tony Lo Bianco, Maud Adams, Adolfo Celi
- 1977 : Le Cynique, l'Infâme et le Violent (Il cinico, l'infame, il violento) d'Umberto Lenzi - avec Maurizio Merli, John Saxon, Tomás Milián, Renzo Palmer, Gabriella Lepore
- 1977 : Ultime Violence (La belva col mitra) de Sergio Grieco - avec Helmut Berger, Richard Harrison, Marisa Mell
- 1977 : Canne mozze (it) de Mario Imperoli - avec Antonio Sabàto, Ritza Brown (it), John Richardson
- 1977 : Échec au gang (La banda del gobbo) d'Umberto Lenzi - avec Tomás Milián, Pino Colizzi, Isa Danieli, Guido Leontini
- 1977 : La banda Vallanzasca (it) de Mario Bianchi - avec Enzo Pulcrano, Stefania D'Amario, Antonella Dogan, Gianni Diana
- 1977 : L'exécuteur vous salue bien (La banda del trucido) de Stelvio Massi - avec Luc Merenda, Tomás Milián, Elio Zamuto, Franco Citti, Katia Christine
- 1977 : Antigang (La malavita attacca... la polizia risponde!) de Mario Caiano - avec Leonard Mann, John Steiner, Maria Rosaria Omaggio, Ettore Manni
- 1977 : Calibre magnum pour l'inspecteur (Napoli si ribella) de Michele Massimo Tarantini - avec Luc Merenda, Enzo Cannavale, Adolfo Lastretti, Claudio Gora, Marianne Comtel
- 1977 : Brigade antiracket (Ritornano quelli della calibro 38) de Giuseppe Vari avec Antonio Sabàto, Dagmar Lassander, Max Delys
- 1977 : Gangbuster (it) (L'avvocato della mala) d'Alberto Marras - avec Ray Lovelock, Mel Ferrer, Lilli Carati
- 1977 : Équipe spéciale (La polizia è sconfitta) de Domenico Paolella - avec Marcel Bozzuffi, Riccardo Salvino, Claudia Giannotti, Vittorio Mezzogiorno
- 1977 : Italia: ultimo atto? de Massimo Pirri - avec Luc Merenda, Marcella Michelangeli, Luigi Casellato
- 1977 : SOS Jaguar : Opération Casse-gueule (Poliziotto sprint) de Stelvio Massi - avec Maurizio Merli, Giancarlo Infanti, Lilli Carati, Orazio Orland
- 1977 :  Le justicier défie la ville (Torino violenta) de Carlo Ausino - avec George Hilton, Emanuel Cannarsa, Giuseppe Alotta, Annarita Grapputo, Franco Nebbia, Laura Ferraro
- 1978 : Provincia violenta de Mario Bianchi - avec Richard Harrison, Al Cliver, Calogero Caruana, Alica Leoni
- 1978 : Il commissario di ferro de Stelvio Massi - avec Maurizio Merli, Janet Agren, Ettore Manni, Cristea Avram, Massimo Mirani
- 1978 : Les Cinq de la section spéciale (Napoli... i 5 della squadra speciale) de Mario Bianchi - avec Richard Harrison, Lina Polito, Enrico Maisto, Franco Marino
- 1978 : Coup de gueule (Milano... difendersi o morire) de Gianni Martucci - avec Marc Porel, George Hilton, Anna Maria Rizzoli
- 1978 : Homicide volontaire (L'arma) de Pasquale Squitieri - avec Claudia Cardinale, Stefano Satta Flores, Clara Colosimo
- 1978 : Un flic de charme (Il commissario Verrazzano) de Francesco Prosperi - avec Luc Merenda, Janet Agren, Luciana Paluzzi, María Baxa
- 1978 : Un flic explosif (Un poliziotto scomodo) de Stelvio Massi - avec Maurizio Merli, Olga Karlatos, Massimo Serato
- 1979 : Cible pour un tueur (Bersaglio altezza uomo) de Guido Zurli - avec Luc Merenda, Gabriella Giorgelli, Paola Senatore, Pamela Villoresi
- 1979 : Les Contrebandiers de Santa Lucia (I contrabbandieri di Santa Lucia) d'Alfonso Brescia - avec Mario Merola, Antonio Sabàto, Gianni Garko
- 1979 : Corléone à Brooklyn (Da Corleone a Brooklyn) d'Umberto Lenzi - avec Maurizio Merli, Mario Merola, Laura Betti, Van Johnson
- 1979 : I guappi non si toccano de Mario Bianchi - avec Gabriele Tinti, Paola Senatore, Richard Harrison, Pino Mauro
- 1979 : Napoli... la camorra sfida, la città risponde d'Alfonso Brescia - avec Mario Merola, Antonio Sabàto, Jeff Blynn, Walter Ricciardi, Liana Trouché
- 1979 : La Cité du crime (Sbirro, la tua legge è lenta... la mia no!) de Stelvio Massi - avec Maurizio Merli, Mario Merola, Carmen Scarpitta, Francisco Rabal, Nando Marineo
- 1980 : La pagella de Ninì Grassia - avec Mario Trevi, Marc Porel, Marisa Laurito
- 1980 : L'avvertimento de Damiano Damiani - avec Giuliano Gemma, Martin Balsam, Laura Trotter, Giancarlo Zanetti
- 1980 : Cobra (Il giorno del Cobra) de Enzo G. Castellari - avec Franco Nero, Sybil Danning, Mario Maranzana, Mickey Knox
- 1980 : Le Bandit aux yeux bleus (Il bandito dagli occhi azzurri) d'Alfredo Giannetti - avec Franco Nero, Dalila Di Lazzaro, Carlos de Carvalho
- 1981 : Cappotto di legno de Gianni Manera - avec Gianni Manera, Joseph Logan, Fred Williamson
- 1981 : Napoli, Palermo, New York - Il triangolo della camorra d'Alfonso Brescia - avec Mario Merola, Howard Ross, Giacomo Rizzo
- 1981 : Uomini di parola de Tano Cimarosa - avec Tano Cimarosa, Leonora Fani, Luca Sportelli
- 1981 : Buitres sobre la ciudad de Gianni Siragusa - avec Maurizio Merli, Nadiuska, Francisco Rabal, Mel Ferrer

## Les poliziotteschi humoristiques
- 1968 : Le Cascadeur (Stuntman) de Marcello Baldi - avec Gina Lollobrigida, Robert Viharo, Marie Dubois, Jean-Claude Bercq, Paul Müller
- 1969 : Le Commissaire Pepe (Il commissario Pepe) de Ettore Scola - avec Ugo Tognazzi, Tano Cimarosa, Silvia Dionisio
- 1973 : L'Autre Face du parrain (L'altra faccia del padrino) de Francesco Prosperi - avec Alighiero Noschese, Lino Banfi, Raymond Bussières
- 1973 : Un flic hors-la-loi (Piedone lo sbirro) de Steno - avec Bud Spencer, Adalberto Maria Merli, Enzo Cannavale
- 1973 : Quand la mafia s'énerve (Tutti figli di Mammasantissima) de Alfio Caltabiano - avec Pino Colizzi, Ornella Muti, Luciano Catenacci, Rina Franchetti
- 1974 : Piedino il questurino de Franco Lo Cascio - avec Franco Franchi, Irina Maleeva, Enzo Andronico, Luca Sportelli
- 1974 : La mafia mi fa un baffo (it) de Riccardo Garrone - avec Renato Cecilia, Enzo Pulcrano, Stefania Rotolo, Mauro Vestri
- 1975 : Le Cogneur (Piedone a Hong Kong) de Steno - avec Bud Spencer, Al Lettieri, Enzo Cannavale, Renato Scarpa
- 1975 : Ursula l'anti-gang (Colpo in canna) de Fernando Di Leo - avec Ursula Andress, Woody Strode, Marc Porel, Lino Banfi
- 1976 : Flics en jeans (Squadra antiscippo) de Bruno Corbucci - avec Tomás Milián, Jack Palance, Maria Rosaria Omaggio
- 1976 : La Mort en sursis (Il trucido e lo sbirro) d'Umberto Lenzi - avec Tomás Milián, Henry Silva, Claudio Cassinelli
- 1976 : Un flic très spécial (Squadra antifurto) de Bruno Corbucci - avec Tomás Milián, Robert Webber, Lilli Carati, Giuseppe Pambieri, Tony Ucci
- 1977 : Nico l'arnaqueur (Squadra antitruffa) de Bruno Corbucci - avec Tomás Milián, David Hemmings, Anna Cardini, Leo Gullotta, Alberto Farnese, Bombolo
- 1978 : Pied plat en Afrique (Piedone l'africano) de Steno - avec Bud Spencer, Enzo Cannavale, Baldwin Dakile, Dagmar Lassander
- 1978 : Brigade antimafia (Squadra antimafia) de Bruno Corbucci - avec Tomás Milián, Alberto Farnese, Lilli Carati, Roberto Messina
- 1979 : Brigade antigang (Squadra antigangsters) de Bruno Corbucci - avec Tomás Milián, Enzo Cannavale, Asha Puthli, Margherita Fumero
- 1980 : Crime à Milan (Delitto a Porta Romana) de Bruno Corbucci - avec Tomás Milián, Olimpia De Nardo, Nerina Montagnani, Bombolo
- 1980 : Pied plat sur le Nil (Piedone d'Egitto) de Steno - avec Bud Spencer, Enzo Cannavale, Baldwyn Dakile, Angelo Infanti, Cinzia Monreale
- 1981 : Delitto al ristorante cinese de Bruno Corbucci - avec Tomás Milián, Bombolo, Enzo Cannavale, Gegia
- 1982 : Escroc, Macho et Gigolo (Cane e gatto) de Bruno Corbucci - avec Bud Spencer, Tomás Milián, Mark Lawrence, Margherita Fumero
- 1982 : Delitto sull'autostrada de Bruno Corbucci - avec Tomás Milián, Viola Valentino, Bombolo, Olimpia De Nardo
- 1983 : Crime en Formule 1 (Delitto in Formula Uno) de Bruno Corbucci - avec Tomás Milián, Dagmar Lassander, Isabel Russinova, Licinia Lentini, Bombolo
- 1984 : Pas folle, le flic (Delitto al Blue Gay) de Bruno Corbucci - avec Tomás Milián, Bombolo, Olimpia De Nardo, Paco Fabrini